# 示发
俟力发示发（？—521年），名示发，郁久闾氏，柔然他汗可汗伏图的族子，阿那的族兄，官居俟力发（俟利发）。
520年，柔然豆罗伏跋豆伐可汗丑奴被母亲候吕陵氏与大臣所杀，丑奴母弟阿那瓌即位。阿那瓌即位十日，俟力发示发率众数万讨伐阿那瓌，阿那瓌战败，和弟弟乙居伐轻骑南走归北魏。阿那瓌母候吕陵氏和他的两个弟弟被示发所杀。521年，阿那瓌从父兄俟力发婆罗门率领数万人讨伐示发，击败了示发。示发逃到地豆，为其所杀。柔然推婆罗门为主，号弥偶可社句可汗。